# Giuseppe Tassini
Giuseppe Tassini (* 12. November 1827 in Venedig; † 22. Dezember 1899 ebenda) war ein venezianischer Historiker, der sich ausschließlich mit seiner Heimatstadt befasste. Seine wichtigsten Arbeiten sind weiterhin viel zitierte Nachschlagewerke.

## Leben und Werk
Geboren in eine bürgerliche Familie als Sohn des Carlo Tassini (1781–1848), eines Offiziers der österreichischen Marine, und der Adligen Elisabetta de Wasserfall, schloss er erst 1860 sein Studium der Rechtswissenschaften ab. Von da an widmete er sich der Verwaltung der Familiengüter, wozu eine Reihe von Häusern in Venedig und Land um Scorzè gehörte. Wissenschaftlich befasste er sich vorrangig mit der Geschichte seiner Heimatstadt. Dabei ließ er sich täglich von einem Bediensteten des benachbarten Caffè dei Segretari das Frühstück liefern.

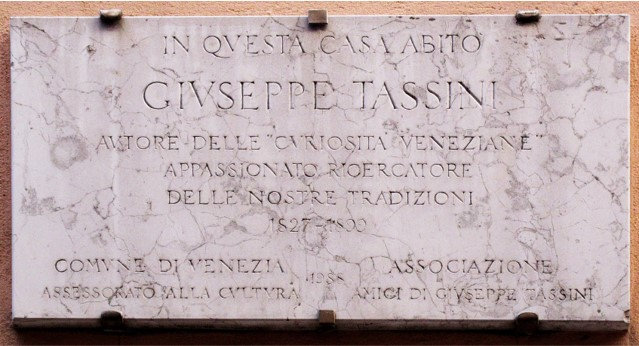
Gedenktafel aus dem Jahr 1988 am Haus in der Calle dei spechieri, 635

Zu seinen bekanntesten Werken wurden die Curiosità veneziane ovvero origini delle denominazioni stradali di Venezia, ein ortsnamenskundliches Werk zu Venedig, das 1863 in erster Auflage erschien. Es folgten zahlreiche Nachdrucke und verbesserte Neuauflagen. Auch danach verfasste er historische Werke, so etwa zum Libertinismus und der dazugehörigen Gesetzgebung Venedigs vom 14. bis zum 18. Jahrhundert, über die Dichterin Veronica Franco, zu den öffentlichen Festivitäten Venedigs, zu dessen Bauwerken, aber auch zu Gerichtsurteilen oder Inschriften in einer der Kirchen der Stadt, nämlich in San Salvatore.
Tassini starb wohl an einem Schlaganfall, den er in seinem seit 1875 bewohnten Haus am Sotoportego delle Cariole, einem Hof der Calle degli Specchieri, unweit der Kirche San Zulian erlitt. Entdeckt wurde sein Leichnam von jenem Bediensteten aus dem benachbarten Café. Beerdigt wurde er an einem nicht mehr bekannten Ort. Sein gesamtes Erbe ging an einen verwandten Auswanderer in Amerika, der es zum größeren Teil an das venezianische Museo Correr verkaufte, einschließlich der Bücher und Manuskripte.

## Werke (Auswahl)

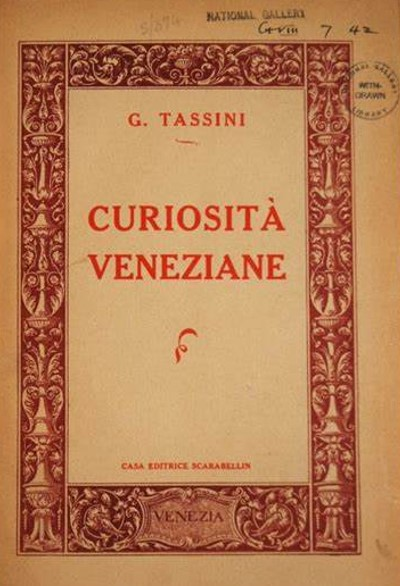
Titelblatt der Curiosità veneziane

- La barba. Sestine, Il Milesi, Venedig 1852.
- Curiosità veneziane ovvero origini delle denominazioni stradali di Venezia, Scarabellin, Venedig 1863, 3. Auflage, Fontana, 1882, 4. Aufl. 1887 (ergänzt durch Osservazioni critiche sopra le innovazioni praticate nella nomenclatura stradale di Venezia). (Digitalisat der Ausgabe von 1882)
- Alcune delle più clamorose condanne capitali eseguite in Venezia sotto la Repubblica, Cecchini, 1866. (Digitalisat)
- Veronica Franco. Celebre letterata e meretrice veneziana del secolo XVI, Grimaldo, 1874; unter dem veränderten Titel Veronica Franco celebre letterata e cortigiana veneziana erneut bei Alfieri, Venedig 1969.
- Alcuni palazzi ed antichi edifizii di Venezia storicamente illustrati, Filippi, Venedig 1879.
- Edifici di Venezia distrutti o vòlti ad altro uso diverso da quello a cui furono in origine destinati, Giovanni Cecchini, Venedig 1885. (Digitalisat)
- Cenni storici e leggi circa il libertinaggio in Venezia dal secolo decimoquarto alla caduta della Repubblica, Fontana, Venedig 1886, Filippi, Venedig 1968.
- Feste, spettacoli, divertimenti e piaceri degli antichi veneziani, 1890, 2. Aufl. Fontana, 1891, 3. Aufl. Filippi, Venedig 1961.
- Iscrizioni della chiesa e convento di S. Salvatore di Venezia, Venedig 1895.
- Aneddoti storici veneziani, Venedig 1897 (Tassinis letzte Veröffentlichung, hrsg. unter dem Anagramm G. Nissati); Nachdruck: Filippi, 1965, erneut Filippi, Venedig 2007 (enthält mehr als 150 Anekdoten).